# Кринички (Криничанский район)
Крини́чки (укр. Кринички) — посёлок, Криничанский поселковый совет, Каменский район Днепропетровская область, Украина.
Является административным центром Криничанского поселкового совета, в который, кроме того, входят сёла
Гремучее,
Новоподгородное,
Новопушкаревка,
Одаровка,
Суворовское,
Червоный Яр,
Чернече и
Яблоневое.

## Географическое положение
Посёлок городского типа Кринички находится на берегу реки Мокрая Сура,
выше по течению примыкают сёла Червоный Яр и Чернече,
ниже по течению примыкают сёла Суворовское и Светлогорское.
По посёлку протекает несколько пересыхающих ручьёв с запрудами.
Через посёлок проходят автомобильные дороги Т-0422, Т-0430 и Т-0439.

## История
- Территория, где расположены поселок и соседние населенные пункты, была заселена в глубокой древности. Об этом свидетельствуют исследованные у села Одаровки курганы эпохи бронзы (II тысячелетие до н. э.) и раскопанное вблизи Криничек сарматское курганное погребение (II в. до н. э.)[2].
- История села начинается в XVIII веке (официальный год основания — 1769) из вольных казаческих поселений. В старину через местность, где ныне расположен посёлок, проходил Чумацкий путь (укр. Чумацький шлях). Местность была известной среди чумаков множеством источников питьевой воды (откуда, вероятно, и произошло название).
- В конце XIX века торговое село Екатеринославского уезда Екатеринославской губернии. Имелось 681 дворов, жителей — 4 897 человек. Земская больница, училища церковно-приходское и сельское начальное, 5 лавок[3].

В 1909 году Кринички были одним из самых больших сёл в Екатеринославской губернии. В нём работали почта и телефон.
Во время Великой Отечественной войны в 1941—1943 гг. селение находилось под немецкой оккупацией.
В 1958 — присвоено статус посёлок городского типа.
В 1989 году численность населения составляла 4945 человек.
По состоянию на 1 января 2013 года численность населения составляла 4302 человека.

## Экономика
- Криничанский молочный завод «Молочный арсенал», ООО.
- «Мега-Лек», ООО.
- Криничанская типография.
- Криничанский рыбхоз.
- Криничанский райавтодор.

## Объекты социальной сферы
- Школа № 1.
- Школа № 2.
- Музыкальная школа.
- Детский сад № 1 («Солнышко»)
- Детский сад № 2 («Вишенка»)
- Дом культуры.
- Центр учащейся молодёжи.

## Религия
- Свято-Благовещенская церковь.

## Уроженцы
- Исаак Израилевич Минц (1896—1991) — советский историк, академик.

## Галерея

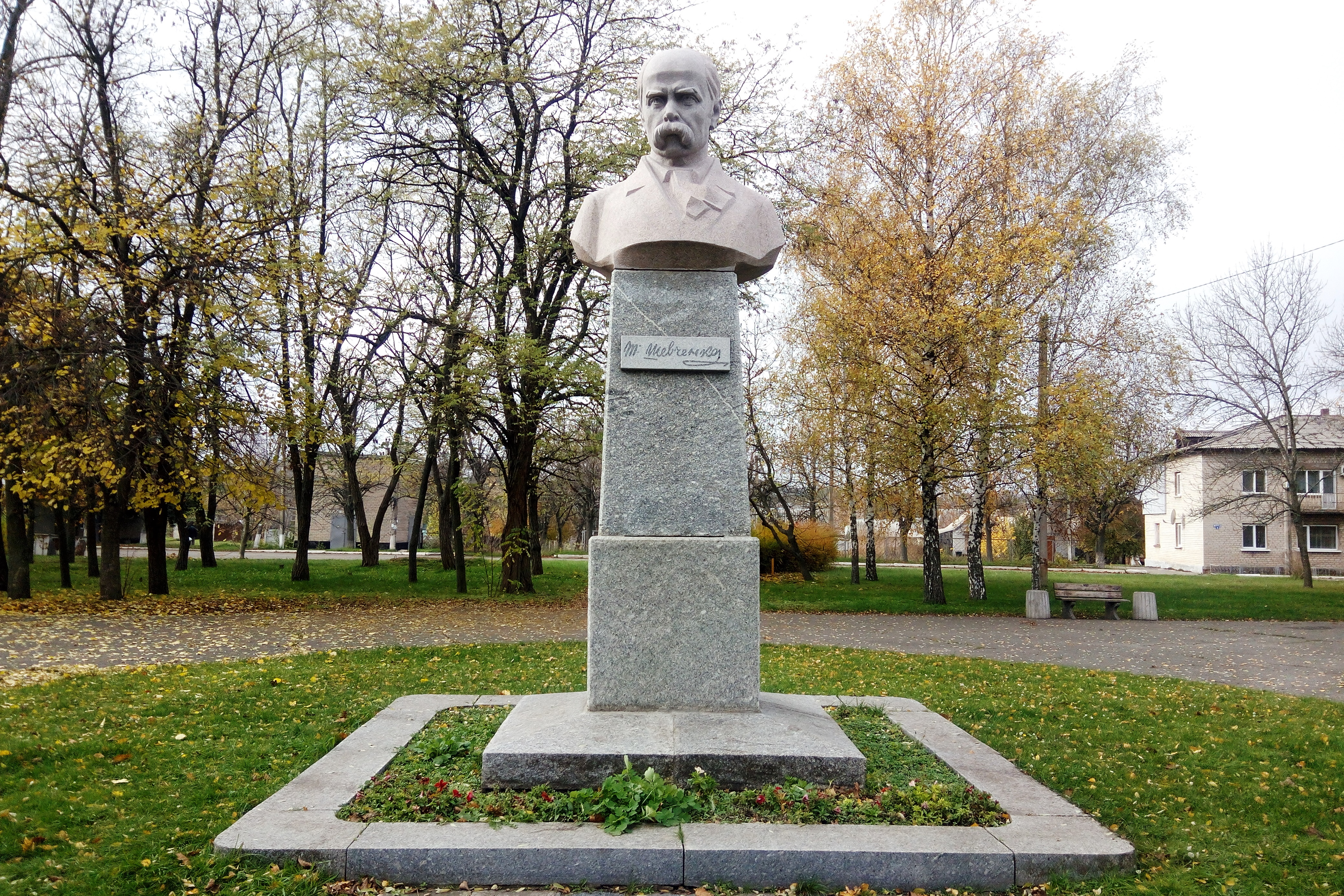
Бюст Тарасу Шевченко
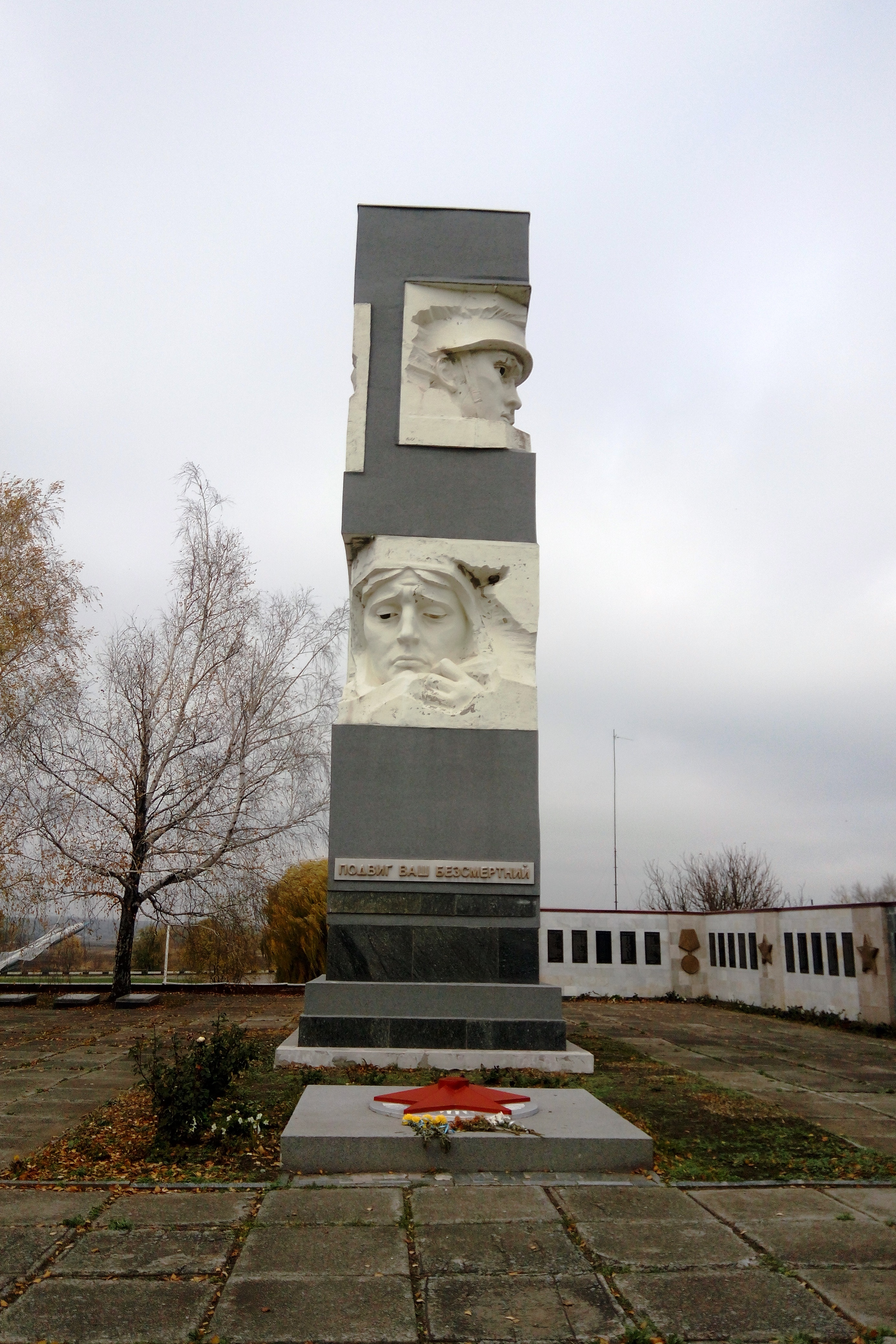
Мемориал погибшим советским воинам в годы ВОВ
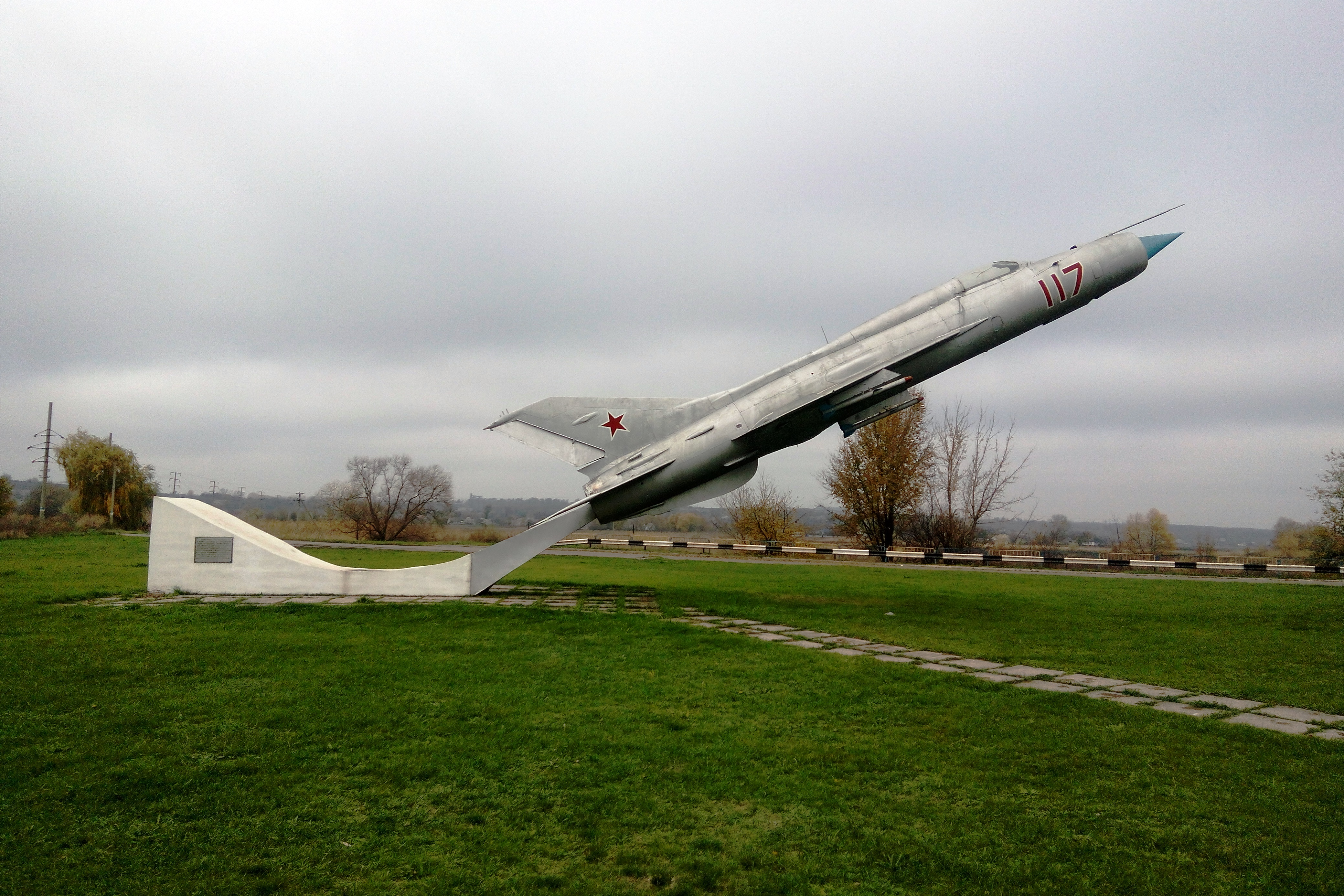
Самолёт МиГ-21
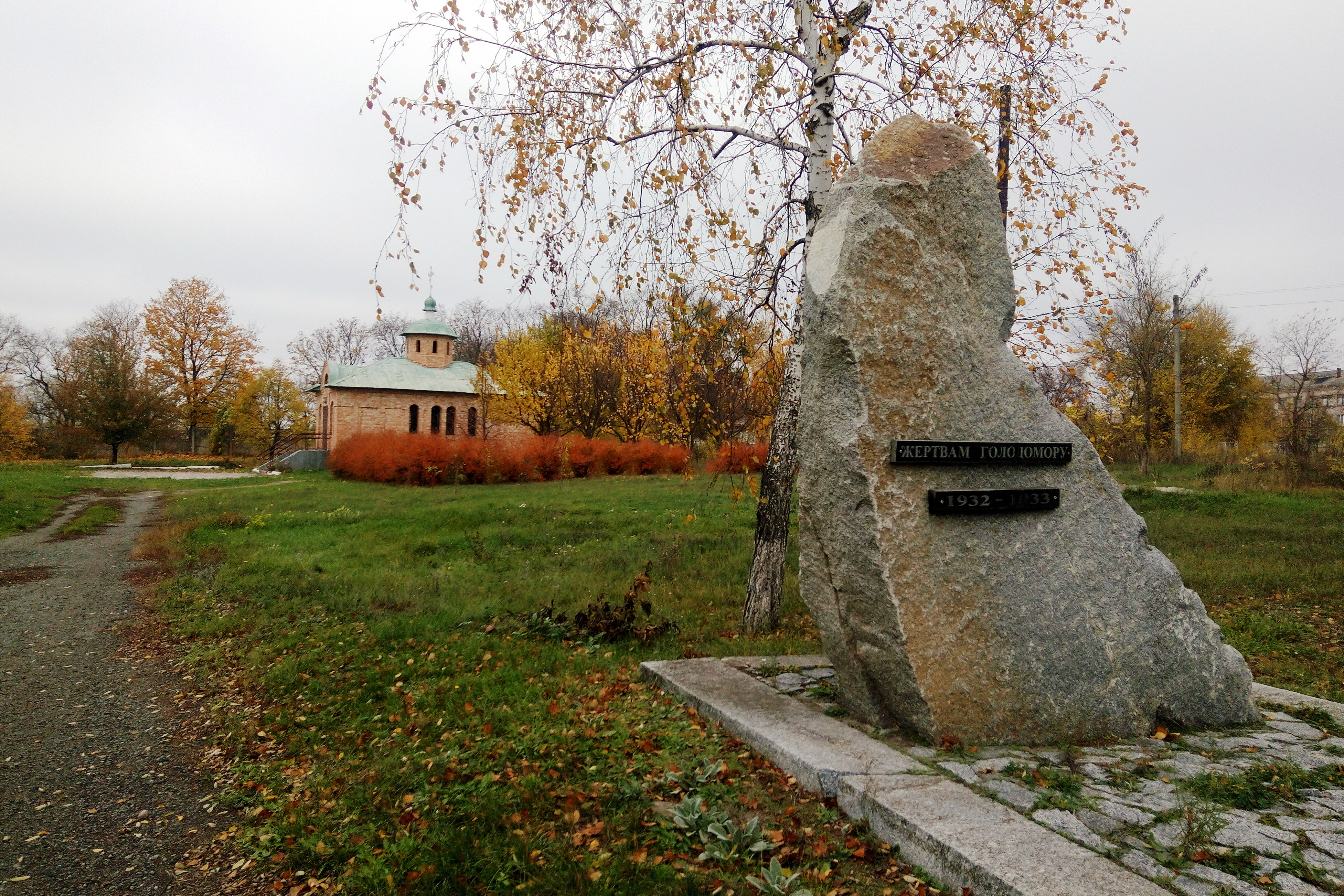
Жертвам голодомора